# Jallerange
Jallerange ist eine französische Gemeinde mit 277 Einwohnern (Stand: 1. Januar 2022) im Département Doubs in der Region Bourgogne-Franche-Comté.

## Geographie
Jallerange liegt auf einer Höhe von 220 m über dem Meeresspiegel, etwa 24 Kilometer westlich der Stadt Besançon (Luftlinie). Das Dorf erstreckt sich am südlichen Rand der breiten Talebene des Ognon, am Nordrand der Hügellandschaft zwischen den Tälern von Ognon und Doubs und am Nordfuß der Höhe des Bois de Ruppe. Jallerange ist die westlichste Gemeinde des Départements Doubs.
Die Fläche des 5,41 km² großen Gemeindegebiets umfasst einen Abschnitt des unteren Ognontals. Entlang dem Ognon, der hier mit zahlreichen Mäandern durch eine ungefähr drei Kilometer breite Talebene nach Westen fließt, verläuft die nördliche Grenze. Vom Flusslauf des Ognon erstreckt sich das Gemeindeareal südwärts über die auf durchschnittlich 200 m gelegene Alluvialebene, die überwiegend mit Acker- und Wiesland bestanden ist und im Osten von der Waldfläche des Bois d’Aval eingenommen wird. Weiter im Süden steigt das Gelände allmählich zu den Kuppen von Moutherot und Bois de Ruppe in der leicht gewellten Landschaft zwischen Ognon und Doubs an. Diese Anhöhen bilden die nordöstlichen Ausläufer des Massif de la Serre. Mit 320 m wird im Bois de Ruppe die höchste Erhebung von Jallerange erreicht. 
Nachbargemeinden von Jallerange sind Sornay und Chenevrey-et-Morogne im Norden, Courchapon im Osten, Le Moutherot und Étrabonne im Süden sowie Pagney im Westen.

## Geschichte
Das Gemeindegebiet von Jallerange war schon sehr früh besiedelt. Auf dem Gemeindeboden befand sich ein römisches Landhaus. Zusammen mit der Franche-Comté gelangte Jallerange mit dem Frieden von Nimwegen 1678 definitiv an Frankreich. Im Jahr 1972 vergrößerte sich das Gemeindegebiet durch die Eingemeindung von Courchapon und Le Moutherot. Beide Orte erhielten jedoch 1981 respektive 1985 ihre Selbständigkeit wieder zurück. Heute ist Jallerange Mitglied des Gemeindeverbandes Val Marnaysien.

## Sehenswürdigkeiten
Die Himmelfahrtskirche in Jallerange wurde im 18. Jahrhundert erbaut. Zu ihrer Ausstattung gehört die bemerkenswerte Holzstatue Notre-Dame-des-Ermites (ebenfalls aus dem 18. Jahrhundert). Das Schloss, das von einem französischen Garten umgeben wird, wurde 1751 fertiggestellt.

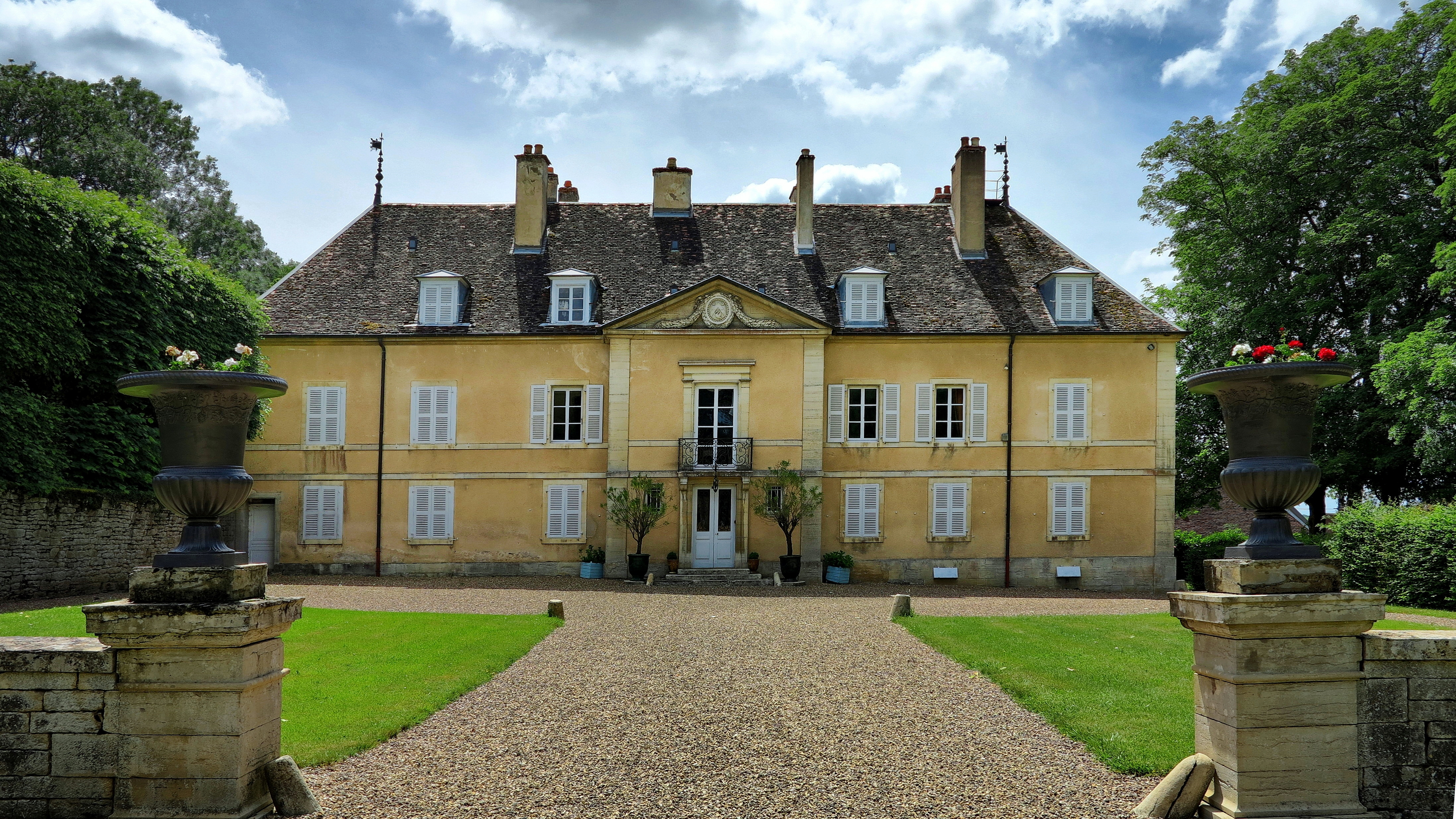
Schloss Jallerange
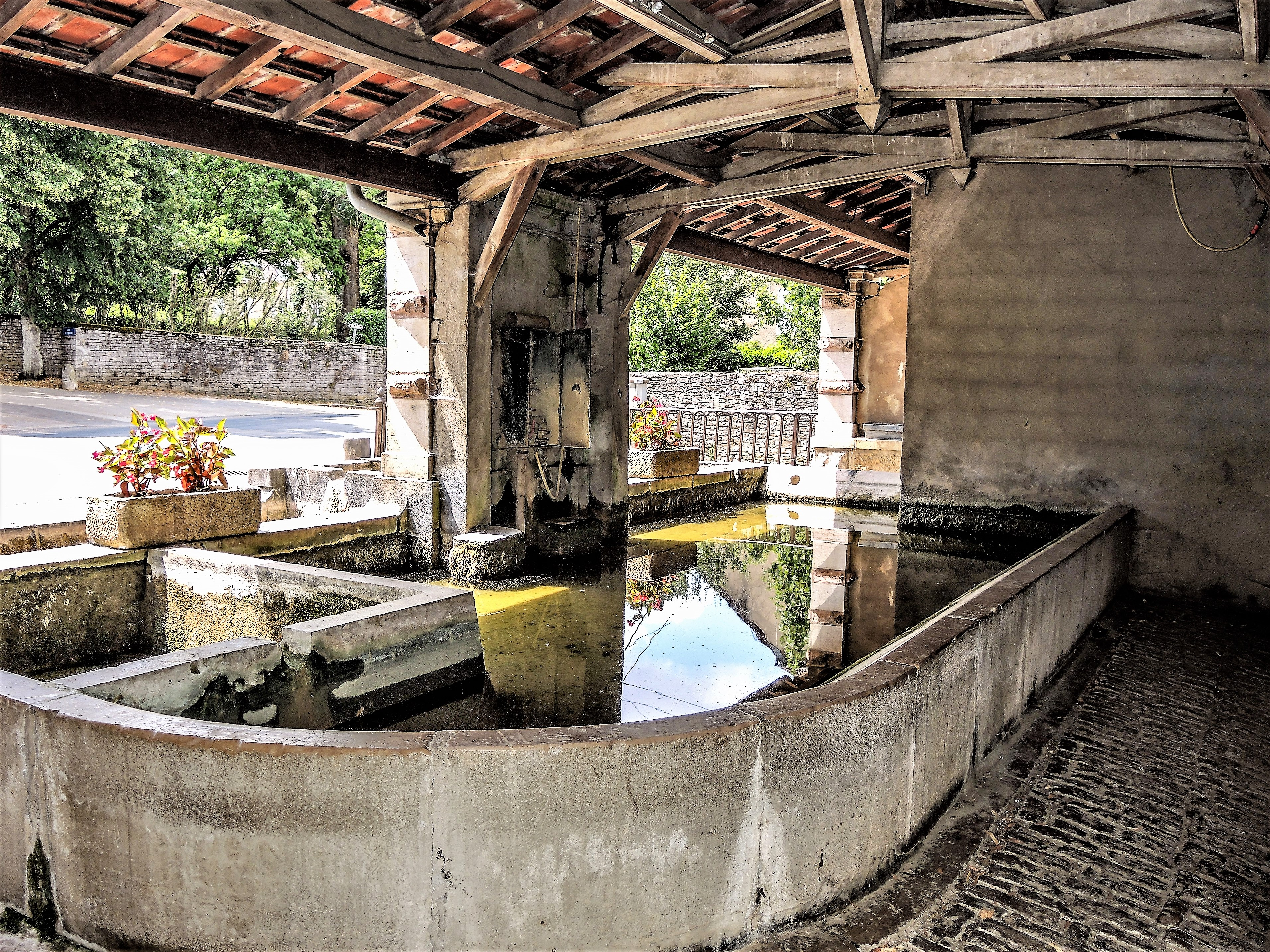
Oberes Lavoir
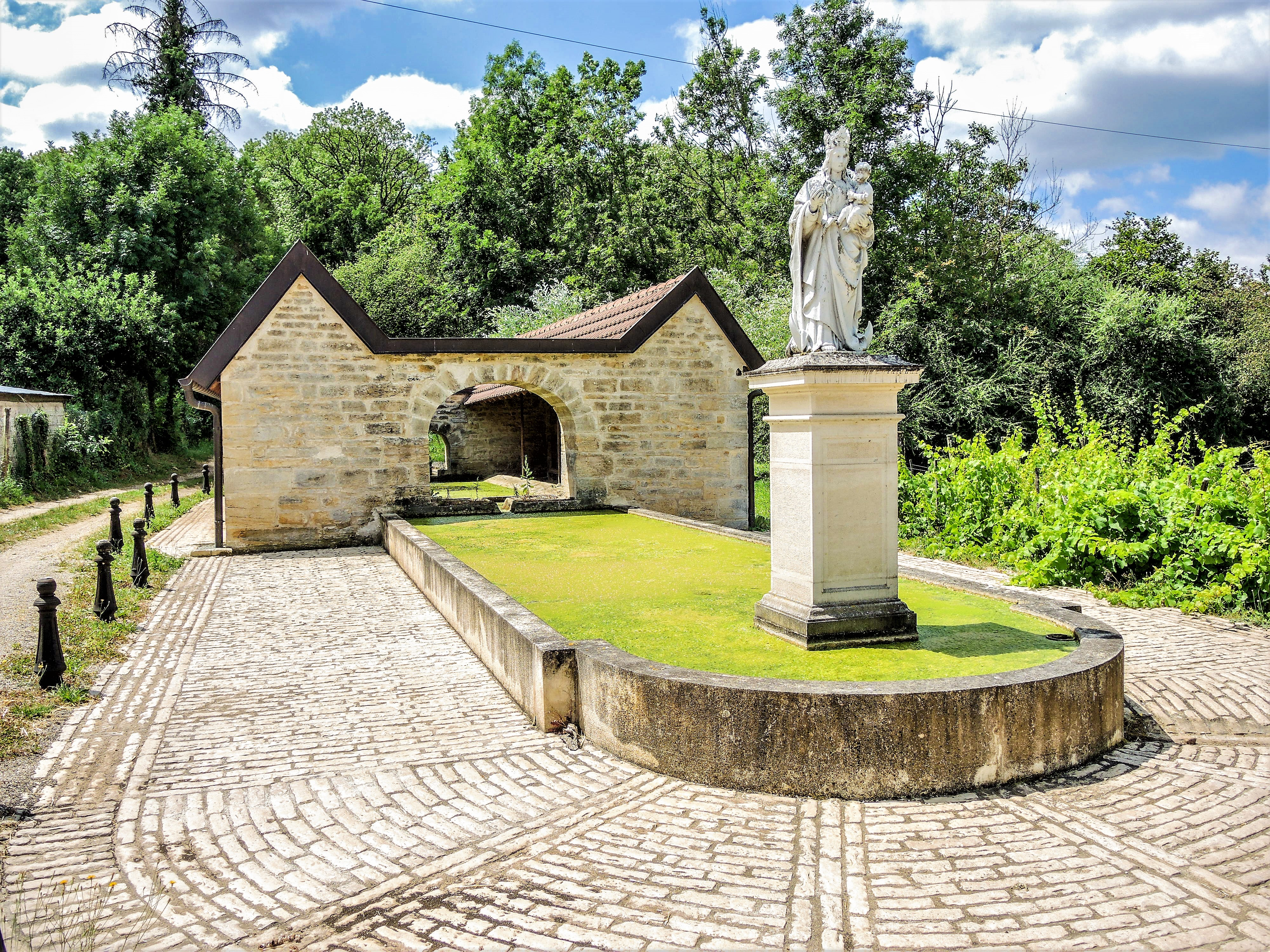
Unteres Lavoir
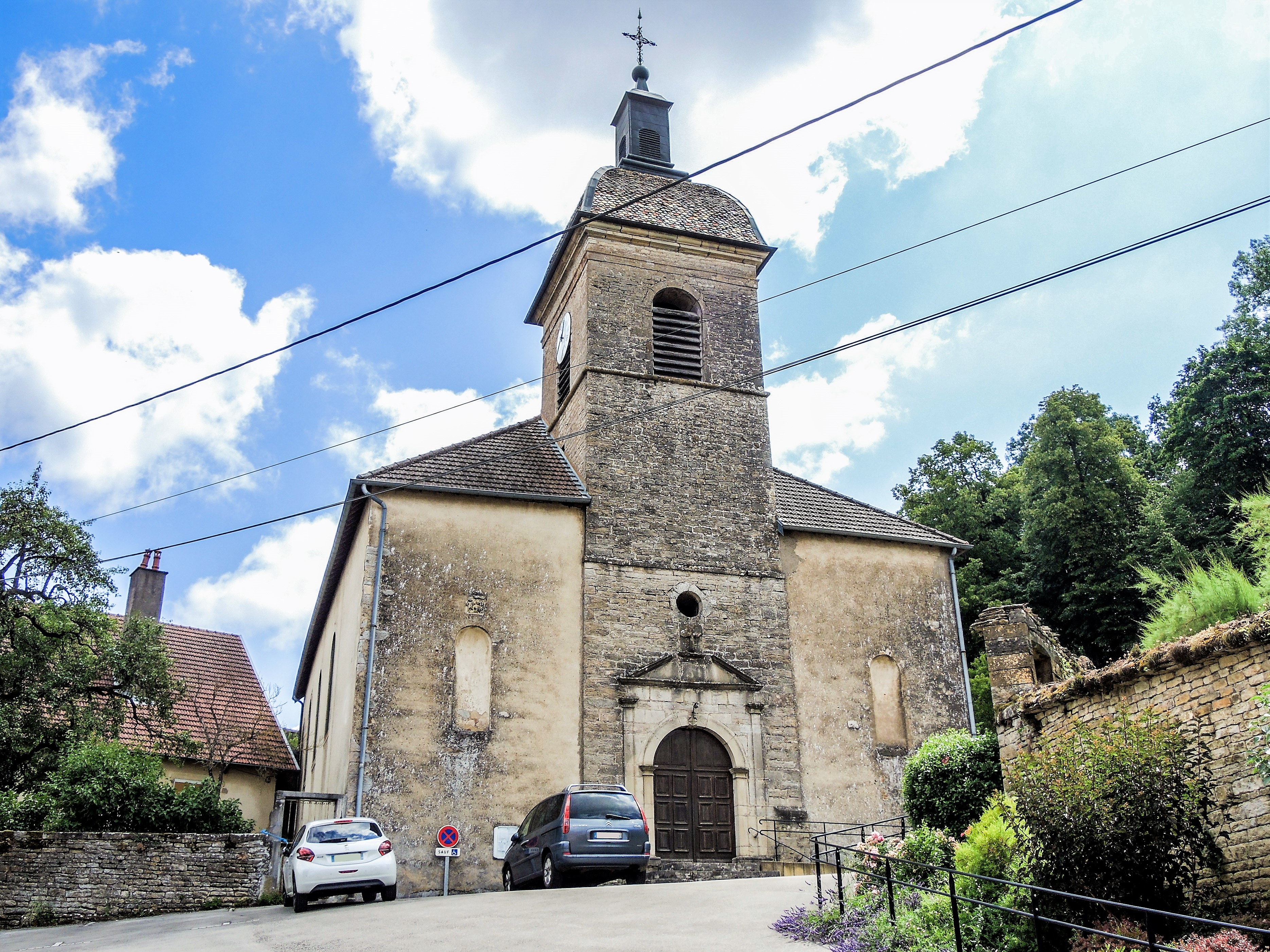
Himmelfahrtskirche
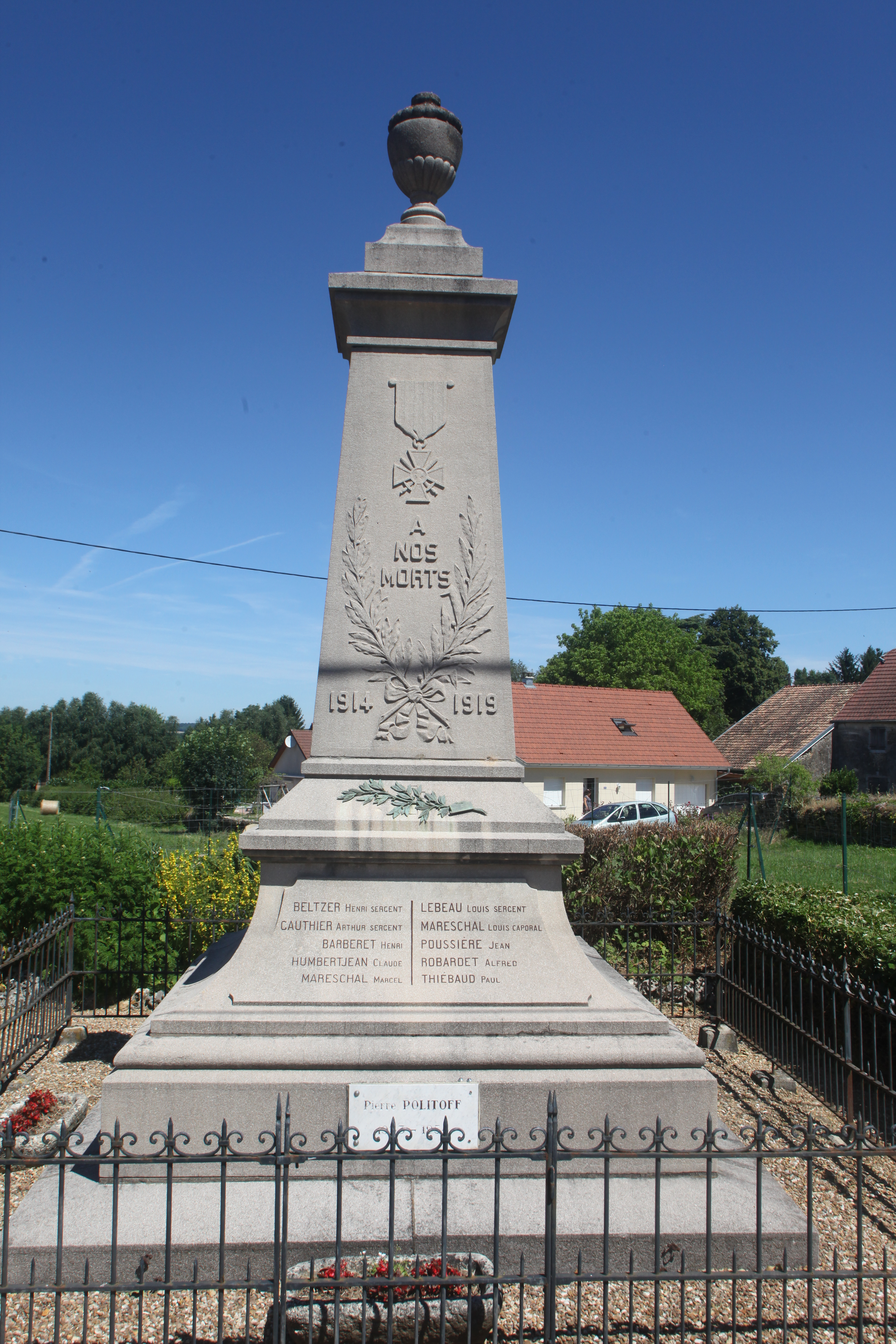
Gefallenendenkmal

## Bevölkerung
| Jahr                       | 1962 | 1968 | 1975 | 1982 | 1990 | 1999 | 2005 | 2016 |
| Einwohner                  | 217  | 184  | 170  | 192  | 145  | 169  | 206  | 254  |
| Quellen: Cassini und INSEE |      |      |      |      |      |      |      |      |

Mit 277 Einwohnern (Stand 1. Januar 2022) gehört Jallerange zu den kleinen Gemeinden des Départements Doubs. Nachdem die Einwohnerzahl in der ersten Hälfte des 20. Jahrhunderts deutlich abgenommen hatte (1891 wurden noch 306 Personen gezählt), wurde erst seit Beginn der 1990er Jahre wieder ein leichtes Bevölkerungswachstum verzeichnet.

## Wirtschaft und Infrastruktur
Jallerange war bis weit ins 20. Jahrhundert hinein ein vorwiegend durch die Landwirtschaft (Ackerbau, Obstbau und Viehzucht) und die Forstwirtschaft geprägtes Dorf. Daneben gibt es heute einige Betriebe des lokalen Kleingewerbes. Mittlerweile hat sich das Dorf auch zu einer Wohngemeinde gewandelt. Viele Erwerbstätige sind Wegpendler, die in den größeren Ortschaften der Umgebung und in der Agglomeration Besançon ihrer Arbeit nachgehen.
Die Ortschaft liegt abseits der größeren Durchgangsachsen an einer Departementsstraße, die von Marnay nach Thervay führt. Der nächste Anschluss an die Autobahn A36 befindet sich in einer Entfernung von ungefähr zwölf Kilometern. Weitere Straßenverbindungen bestehen mit Sornay, Le Moutherot und Lantenne-Vertière.